# 리 슐만
리 S 슐만(Lee S. Shulman, 1938년 9월 28일 ~ )은 미국의 교육심리학자다. 스탠포드 교육 대학원 명예 교수로 카네기교육진흥재단장, 미국교육연구협회장을 역임했다. 1963년부터 1982년까지 미시간 주립 대학교 교수진이었다. 1986년 슐만은 교사의 내용지식과 교육학이 따로 다뤄졌었다고 주장하며 교사 양성 프로그램이 두 지식 영역을 결합해야 한다고 주장했으며 교수지식과 내용지식을 포함한 교수내용지식의 개념을 고안했다. 그는 또한 세서미 스트리트가 교사의 교수내용지식을 확장하는 데에 최고의 자료라고 주장했다.